# Масакр на Овчари
Масакр на Овчари је ратни злочин који се одиграо између 18. и 21. новембра 1991. близу Вуковара, непосредно након битке за град, за време рата у Хрватској. Између 255 и 264 војника и цивила, углавном Хрвата, били су убијени од стране припадника ЈНА и припадника српских паравојних снага. Официри ЈНА Веселин Шљиванчанин, Миле Мркшић и Мирослав Радић су оптужени од стране Хашког трибунала за предају заробљеника припадницима паравојних снага и да су знали да ће их они стрељати. Шљиванчанин и Мркшић су осуђени док је генерал Радић ослобођен оптужби.
Након битке за Вуковар, српске снаге су преузеле потпуну контролу над градом. Избеглице су скупљене у градској болници уз обећање да ће их ЈНА безбедно евакуисати по споразуму који је направила са владом Хрватске. Ти људи су одведени у оближње пољопривредно добро Овчара. Многи од њих су били премлаћивани. Касније су одведени у пошумљен крај изван града. Војници су потом убили заробљенике и булдожером закопали тела у масовну гробницу.

## Узрок
Припадници Збора народне гарде и осталих хрватских паравојних формација су од 1. маја до 18. новембра 1991. починили велики број ратних злочина над српским цивилним становништвом. У тим нападима је убијено 350 грађана Вуковара српске националности. Према релевантним подацима, међу жртвама је било 189 цивила, од чега 45 жена и десеторо деце.
Прва жртва рата био је пензионер Стеван Инић који је убијен 1. маја 1991. од стране комшије Хрвата Мије Геленичара, а само током пролећа и лета 1991. убијено је и нестало 43-оје српских цивила. У Вуковару је било формирано неколико логора где су вршена мучења и силовања а српски цивили су извођени из кућа и склоништа те стрељани након чега су њихова тела бацана у Дунав. Након уласка припадника ЈНА у Вуковар пронађен је велики број масовних и појединачних гробница где су закопана тела стрељаних српских цивила. Само у обданишту "Пчелица" у Боровом Насељу пронађено је најмање петнаест тела српских цивила који су мучени и стрељани од стране хрватских снага у периоду од 15. до 18. новембра 1991. У Козарачкој улици у групној ликвидацији је стрељано двадесеторо цивила, а на железничкој станици хрватске снаге су стрељале шест особа, међу којима три жене. Ипак, најстрашнији злочин који су починили припадници хрватских снага јесте масакр у Улици Николе Демоње у Боровом Насељу где су у ноћи 16. новембра припадници хрватских снага окрутно убили петнаесторо српских цивила, међу којима и четворо деце. Убијене су целе породице Павловић и Чечавац. Девојчица Зорица (15) и њен брат Зоран (17) убијени су са мајком, очухом и баком секирама а злочин је преживела само Милица Трајковић која се сакрила у подруму и која је том приликом рањена. Она је о злочину хрватских снага сведочила након што јој је кроз два дана указана прва помоћ. Породица Чечавац - отац Мирослав (25), мајка Слађана (20) и њихов син Горан, стар годину ипо дана, убијени су хицима из ватреног оружја а заједно са њима убијени су и Ана Новаковић, Илинка Милошевић (32) и њен десетогодишњи син Бранимир (10). Фотографије масакриране деце и цивила обишле су читав свет а јавност и у Србији и у Хрватској била је потресена сценама насиља. Многи цивили се и данас воде као нестали. Многи припадници хрватских снага који су учествовали у терору над српским становништвом су препознати, чак и осуђени 1992. пред судом у Београду.

## Масакр
Овчара се налази 5 km југоисточно од Вуковара. То је огољена површина на ком је после Другог светског рата вуковарски пољопривредни комбинат саградио постројења за узгој стоке.
Та постројења су хангари за складиштење, који су ограђени и могу се лако чувати. Хангари су изграђени од цигле и имају велика клизна врата, на којима се налазе мања. Српске снаге су претворили Овчару у логор за заробљенике почетком октобра 1991.
На дан 18. новембра 1991. када је окончана битка за Вуковар, српске снаге су заузеле вуковарску болницу. Припадници Територијалне Одбране Вуковара састављене од локалних Срба, окупили су рањене борце, цивиле и болничко особље, ставили их у аутобусе и пребацили у Овчару. Заробљеници су стрељани, бачени у јаме и затрпани. Масовна гробница се налазила североисточно од Овчаре, око 1 km од пута Овчара - Грабово.
Овчара је затворена 25. децембра 1991.

## Последице
Ексхумација тела је започела 1. септембра 1996. и трајала је 40 дана. Пронађено је 200 тела, од којих је до данас идентификовано 163. Славко Докмановић, градоначелник Вуковара од 1990. до половине 1996, је извршио самоубиство у Хагу 29. јуна 1998. док је чекао на суђење по оптужби за масакр и злочине против човечности. Миле Мркшић и Мирослав Радић су се предали Хашком трибуналу маја 2002, односно априла 2003, док је Веселин Шљиванчанин ухапшен 13. јуна 2003, а изручен 1. јула. Пресуда је донета 27. септембра 2007. по којој је Миле Мркшић осуђен на 20 година затвора, Веселин Шљиванчанин на 5 година, док је Мирослав Радић ослобођен. Одлуком Жалбеног већа Хашког трибунала казна Веселину Шљиванчанину је 5. маја 2009. повећана на 17 година.
Процес није утврдио ко је наредио да се заробљеници из Вуковарске болнице предају цивилним властима ТО Славоније, Барање и западног Срема.
Према Војиславу Шешељу злочин је био режиран од стране генерала Александра Васиљевића.
Тужилаштво за ратне злочине Србије је 4. децембра 2003. подигло оптужницу против команданта Територијалне одбране Мирољуба Вујовића и сарадника за ратни злочин над ратним заробљеницима. Још две оптужнице су касније подигнуте: против команданта добровољачке јединице „Лева суподерица” Милана Лазунчанина и сарадника 24. маја 2004. и против Предрага Драговића и сарадника 25. маја 2004. Све оптужнице су спојене у један предмет.
Суд је 12. децембра 2005. осудио 14 од 16 оптужених на укупно 219 година затвора., али је Врховни суд Србије 15. децембра 2006. вратио предмет на ново суђење.